# Крида
Крида (VII век) — святая принцесса Лейнстерская. День памяти — 30 ноября.
Святая Крида (Crida), или Крайт (Crite) была либо дочерью Марка, короля корневилльского, либо ирландского короля. Считается, что она была матерью св. Боэтия. Святую Криду почитают как покровительницу Крида (Creed), Корнуолл, где имеется храм в её честь.
Первые сохранившиеся сведения о святой Криде относятся к X веку. Её поминают в первое воскресение после означенной даты.